# NGC 540
NGC 540 là một thiên hà dạng thấu kính có thanh trong chòm sao Cetus.Vật thể được phát hiện vào ngày 15 tháng 10 năm 1885 bởi nhà thiên văn học người Mỹ Francis Preserved Leavenworth.